# Seyra
Das Seyra, Saira oder Seir war in Gewichtsmaß in Indien an der Koromandelküste, Pondichery und auf der Insel Hormus im Persischen Golf für Gold- und Silberwaren. 
- Allgemein 1 Seyra = 16 Xatague = 500 Pagoden = 278 Gramm
- Insel Hormus 1 Seyra = 303 Gramm